# Чепура Катерина Петрівна
Катери́на Петрі́вна Чепу́ра (нар. 23 грудня 1986, Київ) — українська театральна режисерка і громадська діячка, учасниця Євромайдану.

## Життєпис
Навчалася у школі № 265, що у Райдужному масиві Києва. 2009 року закінчила факультет режисури і хореографії Київського національного університету культури і мистецтв, здобувши спеціальність режисера.
У 2008 році Катерина Чепура як дипломну роботу поставила п'єсу за драмою Володимира Винниченка «Між двох сил». Постановка отримала визнання і йшла на різних сценах протягом кількох років (10-ий показ — у листопаді 2010-го). За цей час її переглянули численні українські інтелектуали та діячі. Актор та художній керівник Національного академічного драматичного театру ім. Івана Франка Богдан Ступка після перегляду цієї вистави запропонував режисерці пройти стажування у своєму театрі.

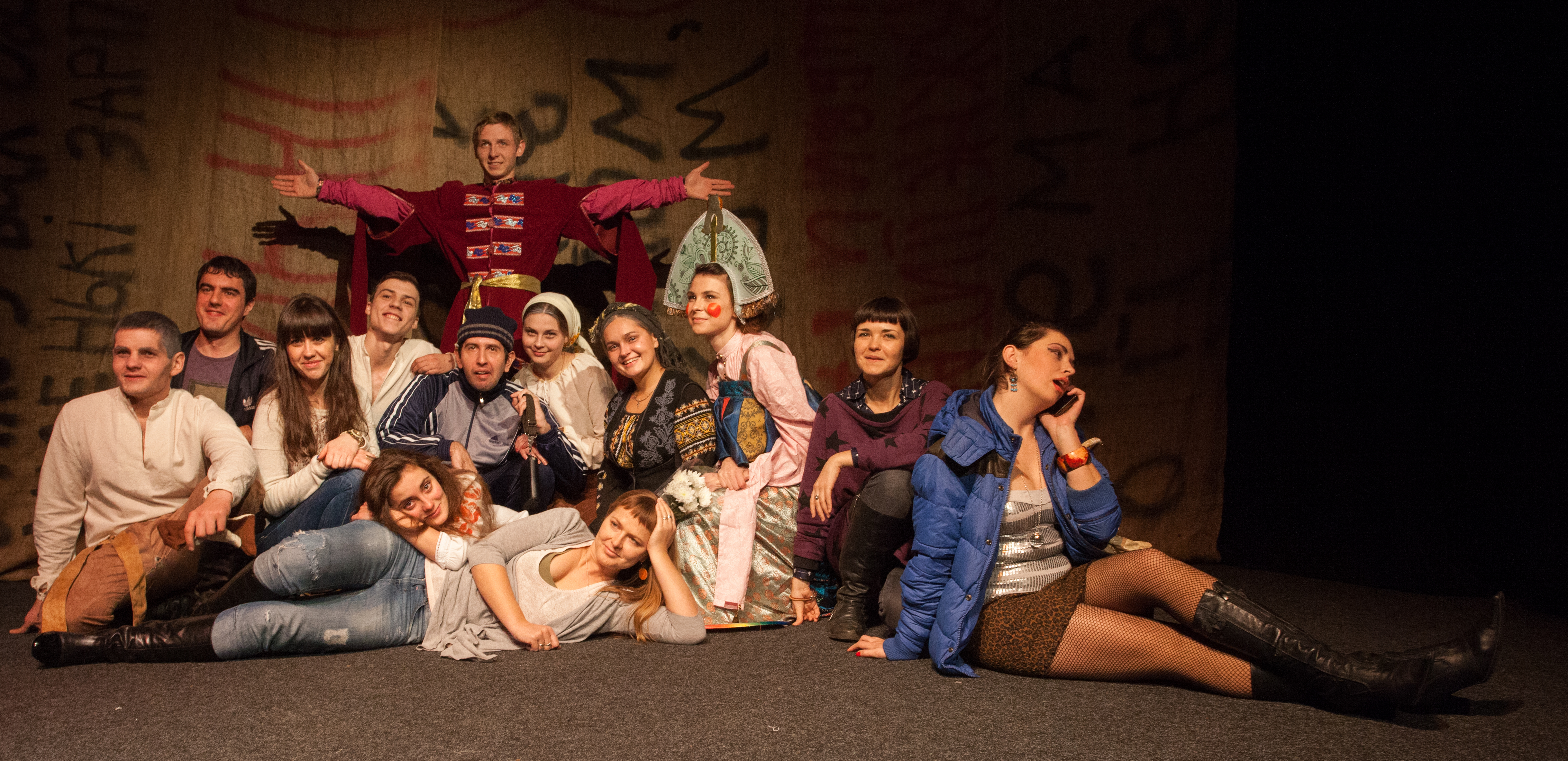
Катерина Чепура з колективом «Чесного театру» після вистави «Бояриня», 2015 рік

З 2010 року Катерина Чепура стажувалася в Національному драматичному театрі ім. Івана Франка, з 2011-го почала постійно працювати там режисеркою. Від 2010 року поставила дві вистави за п'єсами Володимира Винниченка: «Дорогу красі» й «Натусь», — на малій сцені, на великій сцені — дитячий мюзикл «Попелюшка». 2011 року виставу «Дорогу красі» було номіновано на київську театральну премію «Київська пектораль», у номінації «За найкращий режисерський дебют».
У вересні 2012 року, після смерті Богдана Ступки, Чепура була звільнена з театру.
Була одружена з Артуром Переверзєвим у 2013—2021 рр. У 2018 році народила доньку, яку назвала Леєю на честь персонажки «Зоряних війн».

## Громадська діяльність

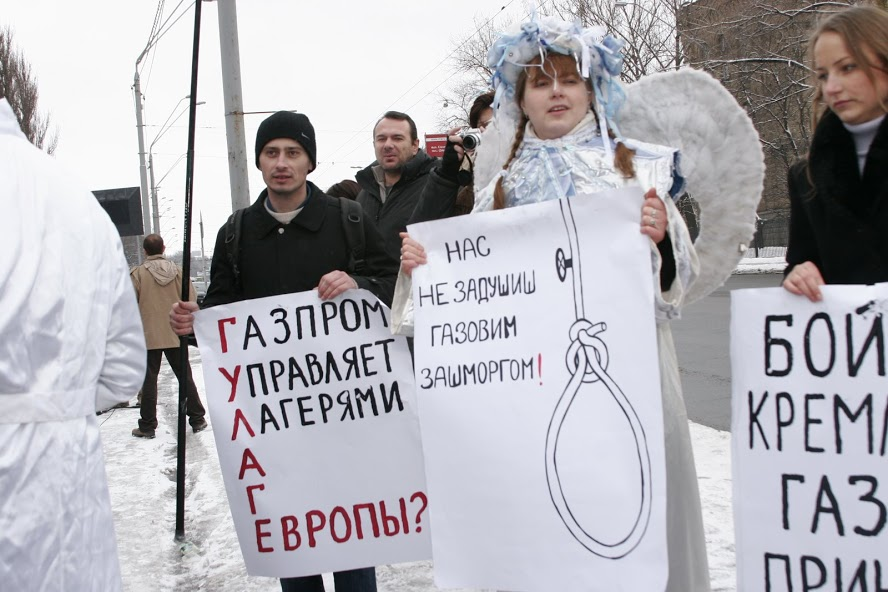
На акції в рамках кампанії «Пам'ятай про газ — не купуй російських товарів!», 2009 рік

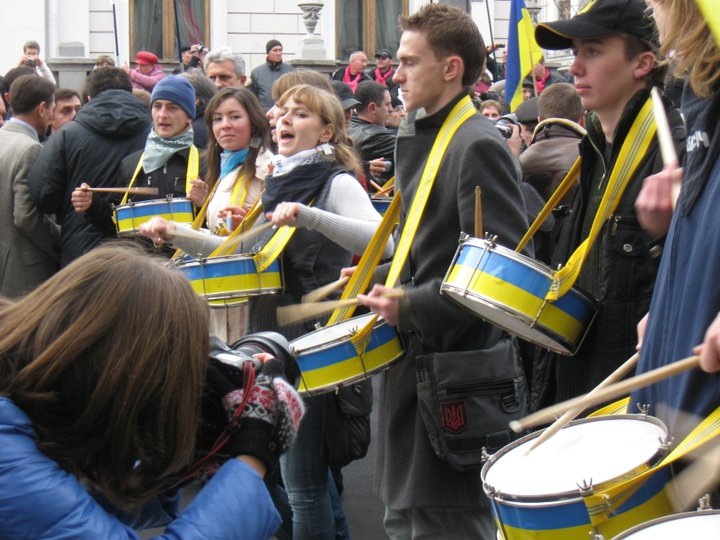
На одній з акцій «Податкового майдану», 2010 рік

На акції кампанії «Помста за розкол країни», 2012 рік

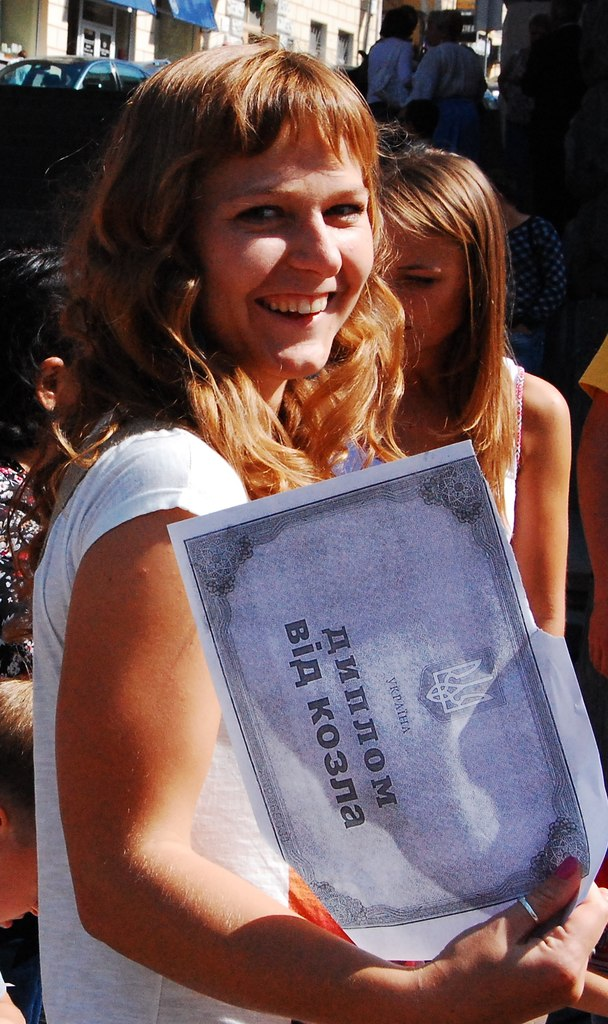
На акції у рамках АнтиТабачної кампанії, 2012 рік

Катерина Чепура бере участь у громадській діяльності з 17 років. З 2004 року була активісткою Чорної Пори, згодом Альянсу «Майдан». З 2010 року є постійною активісткою київського осередку Громадянського руху «Відсіч».

### Кампанія «Проти деградації освіти»
24 січня 2012 відбувся пікет Громадянського руху «Відсіч» у рамках кампанії «Проти деградації освіти» біля клубу Кабінету Міністрів України, де проходила зустріч Прем'єр-Міністра Миколи Азарова з громадськістю та академічною спільнотою з метою обговорення урядового законопроєкту № 9655 «Про вищу освіту». На вимогу протестуючих Катерину Чепуру було допущено до обговорення як представницю інтересів студентства. Попри те, що більшість учасників дискусії схвалили документ і стверджували, що він готовий до прийняття Верховною Радою в цілому, вислухавши вимоги активістки, Микола Азаров все ж створив оперативну робочу групу для врегулювання «спірних норм» у законопроєкті. До робочої групи увійшла й Катерина Чепура. Однак пізніше активістку звинуватили в організації 24 січня «несанкціонованого» мітингу біля клубу Кабінету Міністрів, і 4 квітня 2012 року відбулося слухання її справи у Печерському районному суді Києва. Після 40-хвилинного засідання суд закрив справу у зв'язку з відсутністю доказів.

### Кампанія «Помста за розкол країни»
Катерина Чепура брала активну участь у кампанії «Помста за розкол країни» у 2012 році. 18 червня її разом з іншими активістами протиправно спробувала затримати міліція, після чого у Новоград-Волинському на дівчину працівники благоустрою під наглядом правоохоронців протиправно склали протокол про адміністративне правопорушення, якому так і не дали хід.
3 серпня Катерину разом із ще 4-ма активістами затримала міліція у Севастополі. Правоохоронці пояснили свої дії тим, що активісти проводять мирний захід без повідомлення про це влади. У відділку активістам інкримінували порушення КУпАП, а саме порушення ведення передвиборчої агітації. Пізніше, після звільнення активістів, стало відомо, що міліція вчинила підтасування протоколів, зокрема щодо Катерини Чепури.
5 серпня Катерину Чепуру та ще одного активіста протиправно затримала міліція у Сімферополі. Активістам інкримінували порушення КУпАП, а саме порушення правил ведення передвиборчої агітації. Суд визнав активістів винними, незважаючи на численні помилки у протоколі. Невизнання підсудними своєї вини суддя потрактував як намагання ухилитися від відповідальності. Пізніше стало відомо, що міліція вчинила підроблення документів.
8 серпня Катерину Чепуру разом із 6-ма активістами протиправно затримала міліція у Донецьку. Проти активістки правоохоронці застосували грубу фізичну силу. На Катерину та інших активістів склали протокол про порушення КУпАП, а саме порушення правил благоустрою.
15 вересня під час поширення листівок у рамках кампанії у Києві Катерину разом з двома активістами побили та затримали працівники Солом'янського районного відділку міліції та невстановлені особи у цивільному. У відділенні Чепурі стало зле і до неї викликали швидку медичну допомогу. На активістів склали протоколи про порушення КУпАП, а саме «злісну непокору працівникам міліції». Пізніше інкримінували також «порушення правил проведення передвиборчої агітації». Суди Катерина Чепура разом з іншими активістами виграла.
17 жовтня активісти кампанії роздавали листівки кампанії у Коростишеві під час концерту заслуженого артиста України Олега Гаврилюка у місцевому Будинку культури. До зали не пустили працівників 5 каналу, після чого журналісти написали заяву до міліції про перешкоджання журналістській діяльності й дали міліції пояснення. Разом з ними пояснення дала Катерина Чепура, яка стала свідком інциденту. Міліція після цього стала розслідувати поширення листівок активістами «Відсічі», про що повідомила на своїй сторінці у мережі Facebook журналістка 5 каналу Оксана Трокоз. Її почали розпитувати про те, хто така Катерина Чепура й повідомили, що проти «Відсічі» ведеться кримінальне провадження. 11 грудня міліція знову допитує Оксану Трокоз і знову цікавиться особою Катерини Чепури. Журналістці показують доручення про проведення негласних слідчих (розшукових) дій.

### Євромайдан
Під час і після Євромайдану Катерина Чепура була чотовою «Жіночої чоти», яка була складовою 16-ї сотні Самооборони Майдану в Києві.

## Театральна діяльність

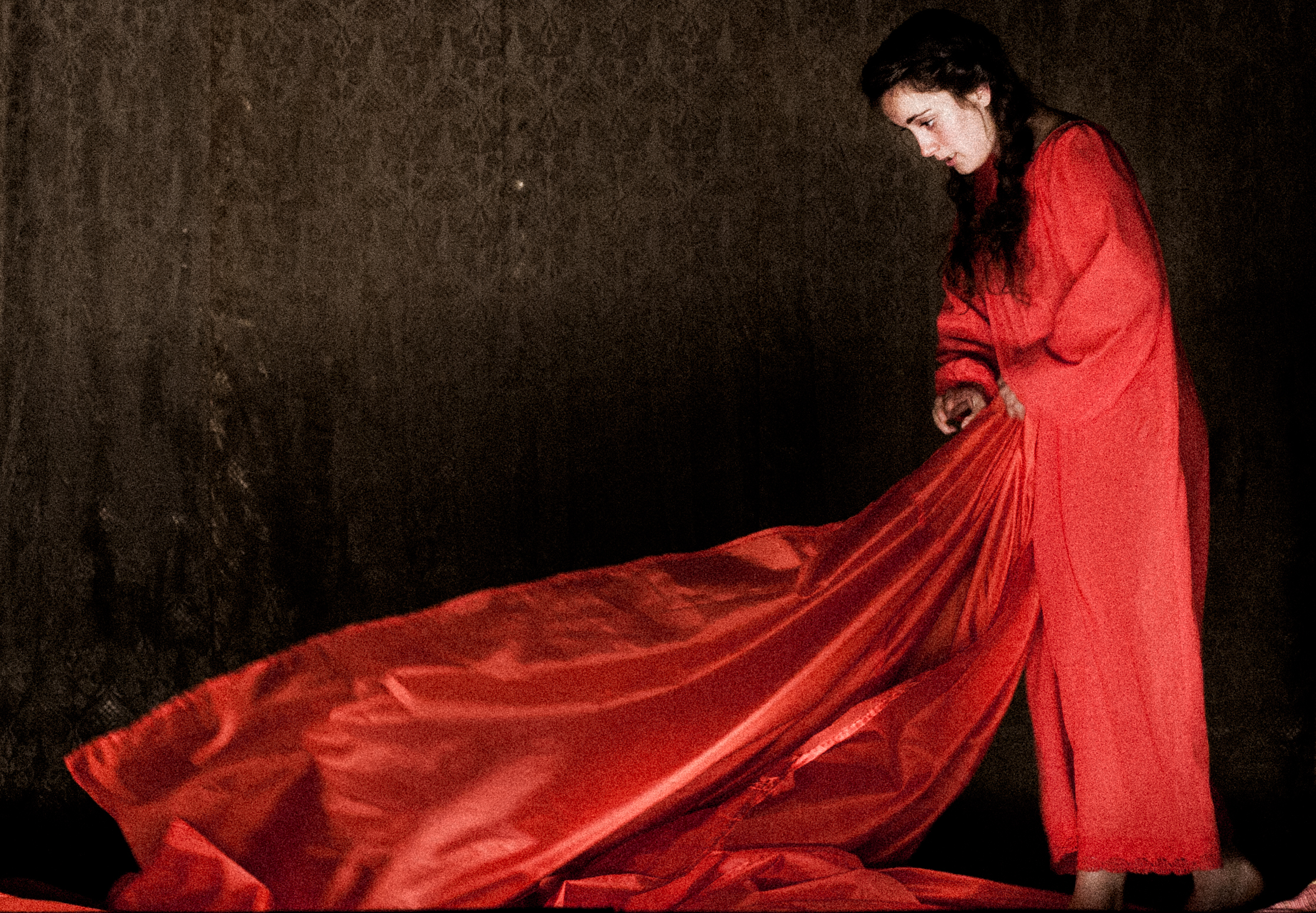
З прем'єри вистави «Катерина», 2015 рік

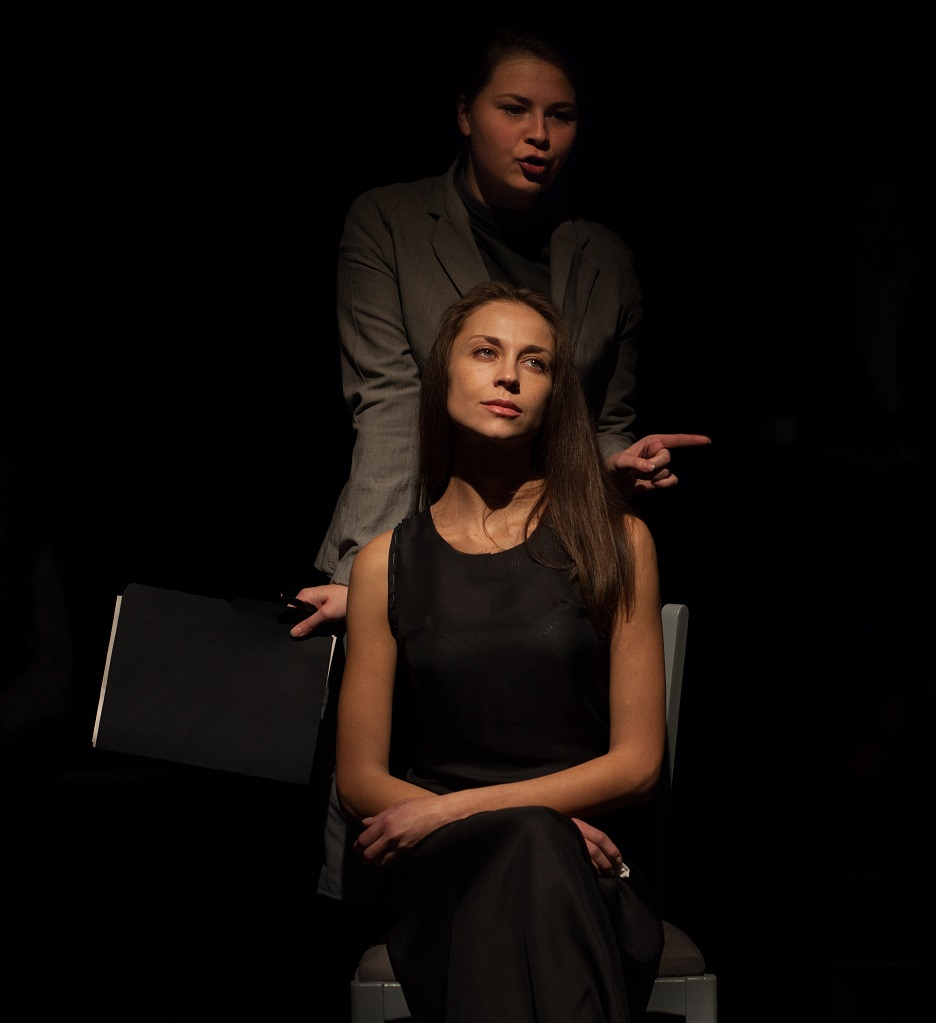
Із допрем'єрного показу вистави «Ніч 16 січня», 2016 рік

### Режисерка
Катерина Чепура є режисеркою-постановницею вистав, переважно на п'єси українських письменників.
- На різних сценах:
  - «Між двох сил» (за Володимиром Винниченком);
  - «Політично ненадійний» (вистава про Івана Франка[40]);
- Як режисерка-постановнця Національного академічного театру ім. Івана Франка:
  - «Дорогу красі» (за Володимиром Винниченком; прем'єра — 10 квітня 2010 року[3])[41][42];
  - «Попелюшка» (казка-мюзикл; художній керівник — заслужений діяч мистецтв Петро Ільченко);[43]
  - «Натусь» (за Володимиром Винниченком; прем'єра — 1 квітня 2012 року).[44]
- Як режисерка-постановнця театрального колективу «Чесний театр», що до 2018 року діяв на базі Києво-Могилянського театрального центру «Пасіка», а також на інших сценах:
  - «Бояриня» (за Лесею Українкою; прем'єра — 6 жовтня 2013 року);[45][46][47][48];
  - «Катерина» (за однойменною поемою Тараса Шевченка; прем'єра — 23 серпня 2015 року в рамках фестивалю «Ше.Fest»).[49];
  - «Ніч 16 січня» (за однойменною п'єсою Айн Ренд; прем'єра — 19 жовтня 2016 року)[50].
- На сцені Московського драматичного театру Армена Джигарханяна:
  - П'єса «Школа диявола» (за французьким драматургом Еріком-Еммануелем Шміттом; показ на ІІ Міжнародному фестивалі мистецтв у Москві — 26 лютого 2014 року).[51][52].
- На сцені «Центру Леся Курбаса» в Києві:
  - «Вона+Війна»[53][54], нагороджена Премією імені Богдана Хмельницького за краще висвітлення військової тематики у творах літератури та мистецтва (2021);
  - «Вам чай з м'ятою чи з лимоном?» (комедія)[55][56];
- На сцені Театру юного глядача в Києві:
  - «Лис Микита» (за творами Івана Франка, прем'єра — 22 квітня 2023 року)[57].

Головна режисерка фестивалю «Мовосфера» (2021).

### Художниця-постановниця
Катерина Чепура також виступає художницею-постановницею своїх вистав. Зокрема, вона була художницею-постановницею та художницею з костюмів вистав «Натусь» і «Дорогу красі».

### Інтерв'ю
- Катерина Чепура у проєкті «Майдан живий». Грудень 2015 [Архівовано 17 листопада 2016 у Wayback Machine.] UA:Перший
- Катерина Чепура [Архівовано 17 листопада 2016 у Wayback Machine.] на espreso.tv
- Катерина Чепура про реформу вищої школи. 4 березня 2013 [Архівовано 17 листопада 2016 у Wayback Machine.] Радіо Свобода